# クマヤナギ
クマヤナギ（熊柳、学名: Berchemia racemosa）はクロウメモドキ科のつる性落葉低木。別名、「クロガネカヅラ」ともよばれる。山地や河原などに生える。冬は葉を落とし、黒々とした幹やつるがクマを連想するところからクマヤナギの名が付くが、ヤナギとは別の種の植物である。

## 特徴
北海道南部以南から本州、四国、九州まで分布し、丘陵地、山地の雑木林の縁、川沿いの土手、湿地に多く生育する。地方によって、「クマフジ」「トンヅラ」「クマコヅル」などともよばれる。
つる性の植物で、巻き方向は右から左巻きに伸び、硬い枝を周囲の他の木の枝などに絡みつきながら勢いよく上に伸びて、ヤナギのようにかぶさって垂れさがる。茎は若いときは緑色から緑褐色をしており、毛はなく、生長して太くなると次第に黒っぽくなり、直径数センチメートル (cm) ほどにもなる。
葉は互生し、卵形から長楕円形で全縁、羽状の葉脈が目立ち、側脈は7 - 8対ほど平行する。葉身は5cm前後あり、表面は光沢があり、裏面は粉を吹いたように白みがある。若い枝につく葉は、大きく細長い形をしており、2年枝につく葉は、丸みを帯びる。葉柄は1 cm前後で、薄く赤色を帯びる。秋になると黄葉し、落葉して冬を越す。若い葉は食用にもなる。
花期は夏（7 - 8月）。枝先や葉腋から総状花序を出し、目立たない緑白色の3ミリメートル (mm) ほどの小さく5弁の花を多数咲かせる。花弁のように見えるものは萼片で、長三角形で先端が尖り、5個の雄しべを包む。花弁はわずかに開き、萼片よりも短く、葯は花弁よりも上に出る。
果実は長さ6 mm前後の楕円形の核果で、緑から翌年の夏（7月ごろ）に熟して次第に赤になり、そのあとは黒く変色する。果実が熟す頃に新たな花が咲くので、花と果実を同時に見ることができる。熟した果実は鳥類の餌となる。果序は冬でも残る。
冬芽は鱗芽で互生し、赤褐色で3枚の芽鱗に包まれており、2本の縦筋がある。葉痕は楕円形で隆起し、維管束痕が3個つく。

## 利用
若葉や果実は食用になる。果実は甘味があり生食もできるが、果実酒の材料にすることが多い。つるは、粘りがあり硬く強靭なことから、雪靴のすべり止めのかんじきなどの材料に用いられた。昔は、縄の代わりにされたり、つるで馬の鞭（むち）や牛の鼻輪を作った。
漢方薬として、茎葉を乾燥させたものを煎じ服用して用いられる。比較的穏やかな利尿作用があり、慢性的な膀胱炎、尿路結石の予防、腰痛に良いといわれる。また、健胃やリウマチにも効能があるとされる。岩手県岩泉地域で「とんずら茶」と呼ばれ飲用される。

## クマヤナギの仲間
中国にはクマヤナギの仲間のオウゼントウ（黄鱔藤）がある。
また、次のような変種（一部は独立種ともする）あるいはフォームがあり、東アジア一帯に分布する。
- ウスゲクマヤナギ B. racemosa var. pilosa HatusimaまたはB. racemosa f. pilosa Hatusima
- ナガミノクマヤナギ B. racemosa f. stenosperma Hatusima
- ナンゴククマヤナギ B. racemosa var. luxurians Hatusima
- オオクマヤナギ B. racemosa var. magna MakinoまたはB. magna (Makino) Koidz.

クマヤナギ属はつる性または非つる性の木本で、20種ほどがアジア、アフリカ、南北アメリカに分布する。日本には他にヒメクマヤナギB. lineata、ホナガクマヤナギB. longeracemosa、ミヤマクマヤナギB. pauciflora、ウスバクマヤナギB. ohwiiなどがある。